# Mercat d'abastaments d'Algesires
El mercat d'Abastaments d'Algesires, també anomenat Mercat enginyer Torroja, és un edifici racionalista obra d'Eduardo Torroja Miret. Fou executat per l'arquitecte Manuel Sánchez Arcas el 1935 ea la plaça Mare de Déu del Palmell d'Algesires. Declarat Bé d'Interès Cultural per la Conselleria de Cultura de la Junta d'Andalusia com a exemple del Moviment Moderne.
És un espai octogonal cobert amb una cúpula laminar de 47,80 metres de diàmetre, 44,10 metres de radi de curvatura i només 9 cm de gruix, perforada per una claraboia de 10 metres de diàmetre, que descansa tota ella sobre 8 pilars perifèrics cenyits per un cinturó octogonal amb setze rodons de 30 mil·límetres, atreviment que després repetiria Torroja en les viseres de l'Hipòdrom de la Zarzuela de Madrid. Obra avantguardista, funcional i diàfana, amb escassíssims detalls decoratius en portes i pilars, és una de les fites de l'arquitectura espanyola del segle xx. La cúpula va ser durant 30 anys (1935-1965),la més gran del món, fins a la construcció del Astrodome de Houston (Texas, Estats Units).